# Maria Menounos
Maria Menounos, em grego Μαρία Μενούνος, (Medford, Massachussets, 8 de junho de 1978) é uma atriz, jornalista e apresentadora greco-americana.

## Biografia
Graduou-se na faculdade de Emerson, em Boston. Foi âncora do Channel One News, um programa de notícias para as crianças em idade escolar, exibido durante o dia, em horário escolar. Na mesma emissora trabalhou ainda como correspondente internacional.
Em 30 de abril de 2002 passou a trabalhar no famoso programa Entertainment Tonight como correspondente, fazendo reportagens sobre filmes, televisão, música e moda.
Representou o estado de Massachussets no Miss Teen USA, em 1996.
Em 2012 Maria participou da Wrestlemania XXVIII (maior evento anual da WWE no Pay-per-view) sendo parceira de Kelly Kelly (Diva da WWE).
As duas enfrentaram as divas Eve e Beth Phoenix ganhando a luta.
Em 2015, Maria participou da Wrestlemania 31 em um segmento com Daniel Bryan, após o mesmo vencer a luta valendo o título Intercontinental.

## Wrestling
Finishing Moves
- - Corner Sunset Flip Pin
  - Slap
  - School Girl Roll Up

Signature Moves
- - Double Stink Face com Kelly Kelly